# Trimma flavicaudatum
Trimma flavicaudatum är en fiskart som först beskrevs av Goren 1982.  Trimma flavicaudatum ingår i släktet Trimma och familjen smörbultsfiskar. Inga underarter finns listade i Catalogue of Life.